# Bagert
Bagert ist eine französische Gemeinde mit 41 Einwohnern (Stand 1. Januar 2022) im Département Ariège in der Region Okzitanien. Sie gehört zum Kanton Portes du Couserans und zum Arrondissement Saint-Girons. 
Sie grenzt im Westen und im Nordwesten an Betchat, im Nordosten an Bédeille, im Südosten an Taurignan-Castet und im Süden an Mercenac.

## Bevölkerungsentwicklung
| Jahr      | 1962 | 1968 | 1975 | 1982 | 1990 | 1999 | 2008 | 2015 |
| --------- | ---- | ---- | ---- | ---- | ---- | ---- | ---- | ---- |
| Einwohner | 92   | 65   | 59   | 56   | 45   | 54   | 58   | 40   |